# تافراوت (امسيد)
تافراوت هي إحدى مشيخات المملكة المغربية، تتبع جغرافيا لإقليم طانطان وإداريًا لامسيد. يقدر عدد سكانها بـ 2503 نسمة حسب الإحصاء الرسمي للسكان والسكنى لسنة 2004.